# Wallari
Wallari fut un noble lombard d'Italie du Nord, premier duc de Bergame dans le seconde moitié du VIe siècle, sous la domination lombarde. 

## Biographie
Chef d'un clan ou d'une tribu, Wallari participa, aux côtés du roi Alboïn, à l'invasion lombarde de l'Italie (568) et devint dux de la cité de Bergomum entre 570 et 575.
Après les assassinats du roi Alboïn (572) et de son successeur Cleph (574), les Lombards n'élurent pas de nouveau roi et entrèrent dans une période d'anarchie qui dura dix années; les Lombards et les autres barbares qui les avaient suivi en Italie se divisèrent en 36 chefs de guerre, les Ducs, qui mirent l'Italie à feu et à sang, pillèrent les églises, massacrèrent les prêtres et l'aristocratie romaine.
Certains franchirent les Alpes et lancèrent des raids dans le Sud-Est de la Gaule tandis que d'autres se firent la guerre entre eux. Au cours de cette période de troubles, Wallari se tailla un important duché avec Bergame pour centre. Cependant, quand les Lombards décidèrent d'élire un nouveau roi pour plus de stabilité, le noble Authari fut élu roi des Lombards (584) et le duc Wallari fut obligé de lui céder la moitié de son duché. 
Le duché de Bergame sera supprimé en 702. 
(latin) 
« […] Langobardi per annos decem regem non abentes, sub ducibus fuerunt. Unuisquisque enim ducum sua civitatem obtinebat: Zaban Ticinum, Wallari Bergamum, Alichis Brexiam, Eoin Trientum, Gisulfus Forumiuli. ». (Paulus Diaconus, Historia Langobardorum, II, XXXII). 
(français) 
« […] Les Langobards (Lombards) n'eurent plus de roi pendant dix ans et furent gouvernés par les ducs. Chacun d'eux avait sa ville: Zaban Pavie, Wallari Bergame, Aligis Brescia, Ewin, Trente, Gisulf Cividale del Friuli. ».

## Sources
- Paul Diacre, Histoire des Lombards, fin du VIIIe siècle.